# Jihogobijský ajmag
Jihogobijský ajmag (mongolsky Өмнөговь аймаг [Ömnögovi ajmag]) je jedním z 21 mongolských ajmagů. Jeho hlavním městem je Dalanzadgad. Nachází se v jižní části země. Hraničí na jihu s Čínskou lidovou republikou a na severu postupně od západu k východu s mongolskými ajmagy Bajanchongorským, Jihochangajským, Středogobijským a Východogobijským. Má 46 858 obyvatel (2000) a rozlohu 165 400 km².

## Členění
Východní ajmag se skládá ze 15 somonů.

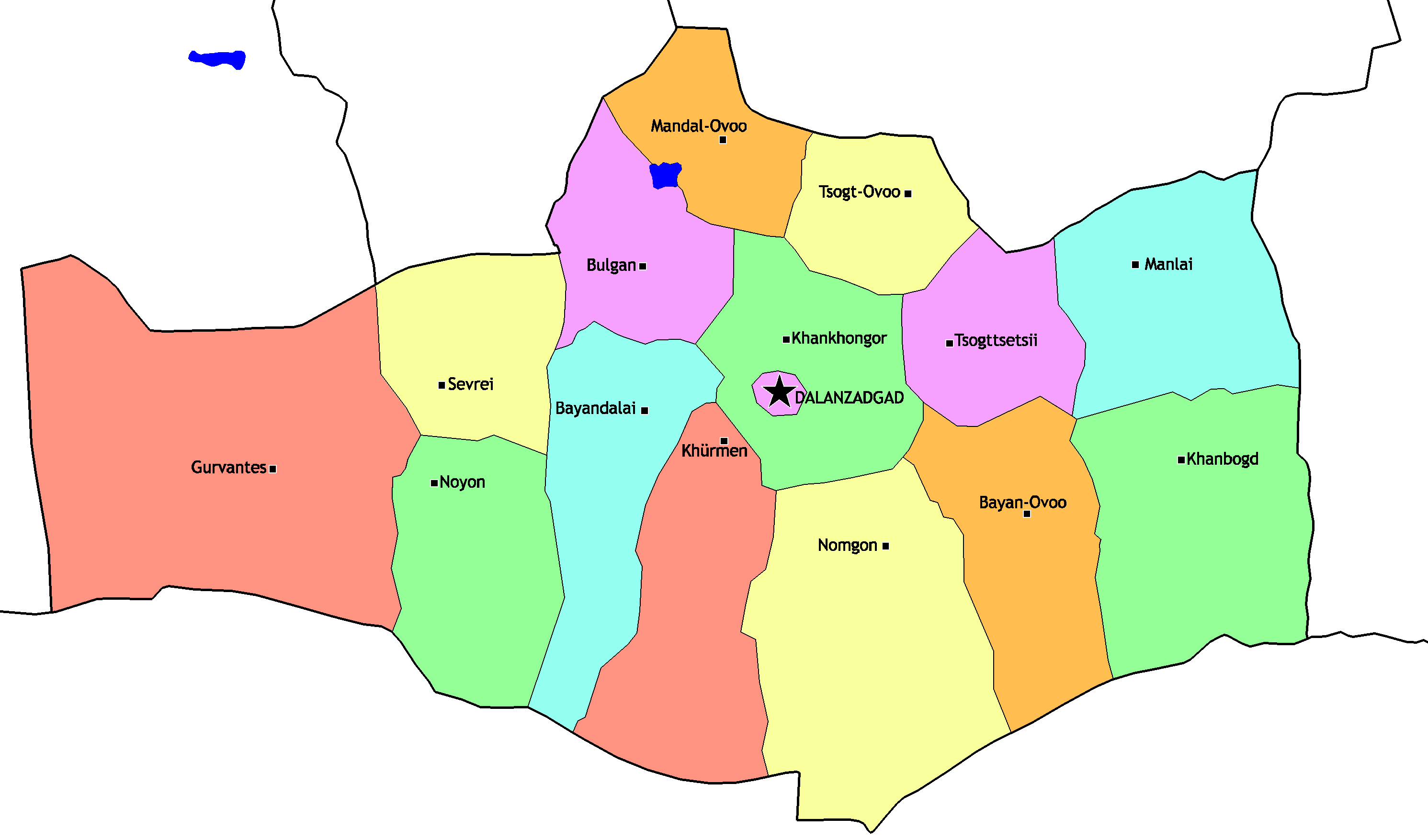
Mapa Jihogobijského ajmagu

| sum          | Rozloha km² | Počet obyvatel | Hustota zalidnění na km² | Sídlo sumu  |
| ------------ | ----------- | -------------- | ------------------------ | ----------- |
| Bajan-Ovó    | 10 474      | 1 574          | 0,15                     | Erdenecogt  |
| Bajandalaj   | 10 751      | 2 316          | 0,22                     | Dalaj       |
| Bulgan       | 7 498       | 2 395          | 0,32                     | Bulgan      |
| Cogtcecij    | 7 246       | 2 642          | 0,36                     | Barún       |
| Cogt-Ovó     | 6 526       | 1 666          | 0,26                     | Dolón       |
| Dalanzadgad  | 476         | 17 946         | 37,70                    | Dalanzadgad |
| Gurvan tes   | 27 967      | 4 034          | 0,14                     | Urt         |
| Chanbogd     | 15 151      | 3 154          | 0,21                     | Ichbulag    |
| Chan chongor | 9 931       | 2 376          | 0,24                     | Ugúmur      |
| Churmen      | 12 393      | 1 796          | 0,14                     | Cóchor      |
| Mandal-Ovó   | 6 433       | 1 954          | 0,30                     | Šarchulsan  |
| Manlaj       | 12 418      | 2 450          | 0,20                     | Ujzen       |
| Nojon        | 10 550      | 1 318          | 0,12                     | Chovun      |
| Nomgon       | 19 468      | 2 869          | 0,15                     | Sangijn     |
| Sevrej       | 8 095       | 2 191          | 0,27                     | Sajnšand    |

## Příroda
V ajmagu se nachází národní park Govi gurvan sajchan bajgalín cogcolbor gazar s dolinou Jolzn Am, dunami Chongoryn Els, útesy Bajandzag a vyschlé jezero Ulán núr. Tato oblast je také dlouhodobě známá pro své bohaté paleontologické nálezy, zejména z období pozdní křídy, kdy zde žili dinosauři.
Fosilie v geologickém souvrství Nemegt jsou paleontology intenzivně zkoumány již od 20. let 20. století.

## Kultura
K historickým památkám ajmagu patří buddhistické kláštery Sangín Dalaj Chíd, Demčigín Chíd, Ulán Sachiusny Chíd a Cagán Tolgojn Chíd.

## Galerie

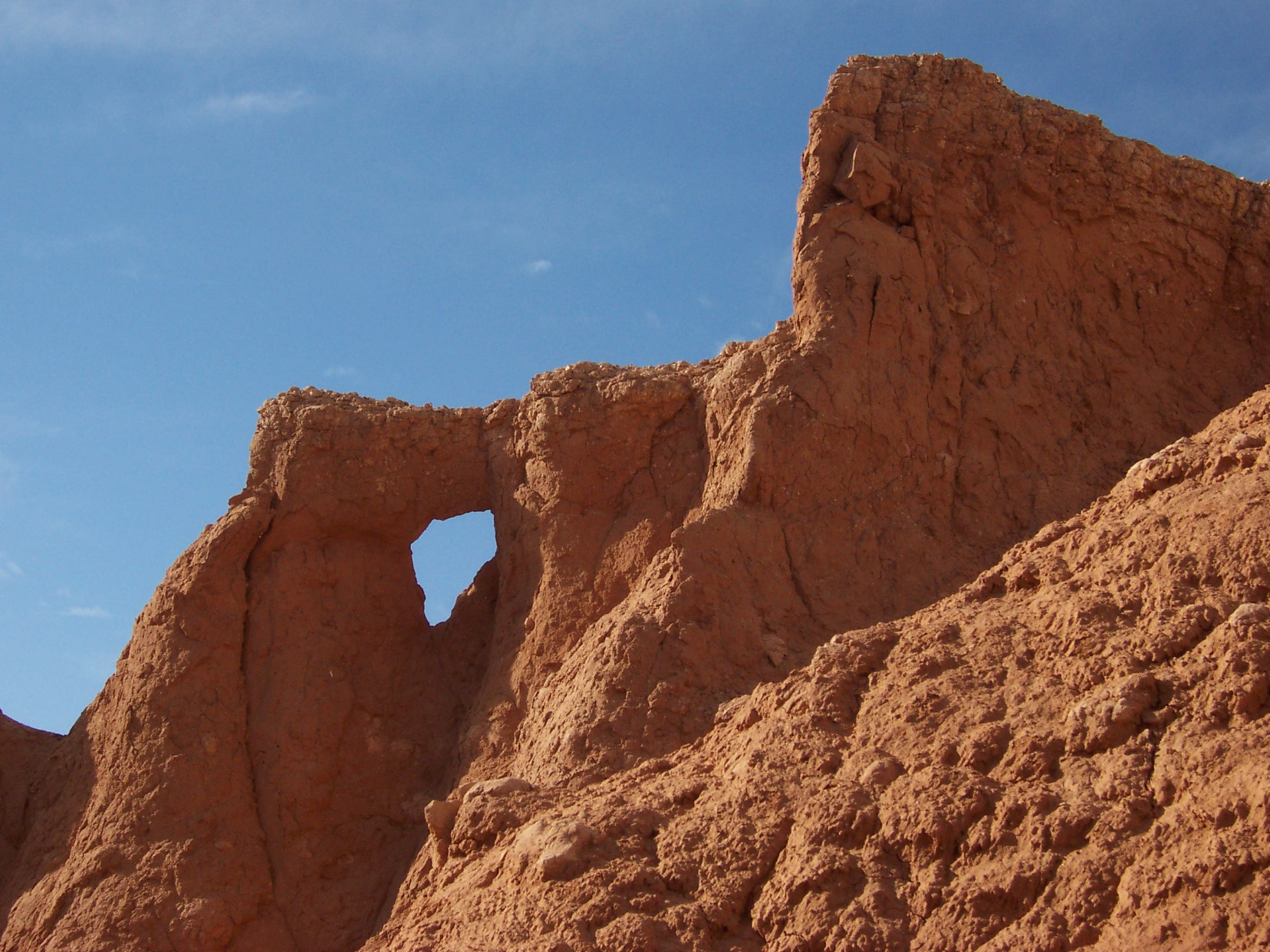
Planoucí útesy
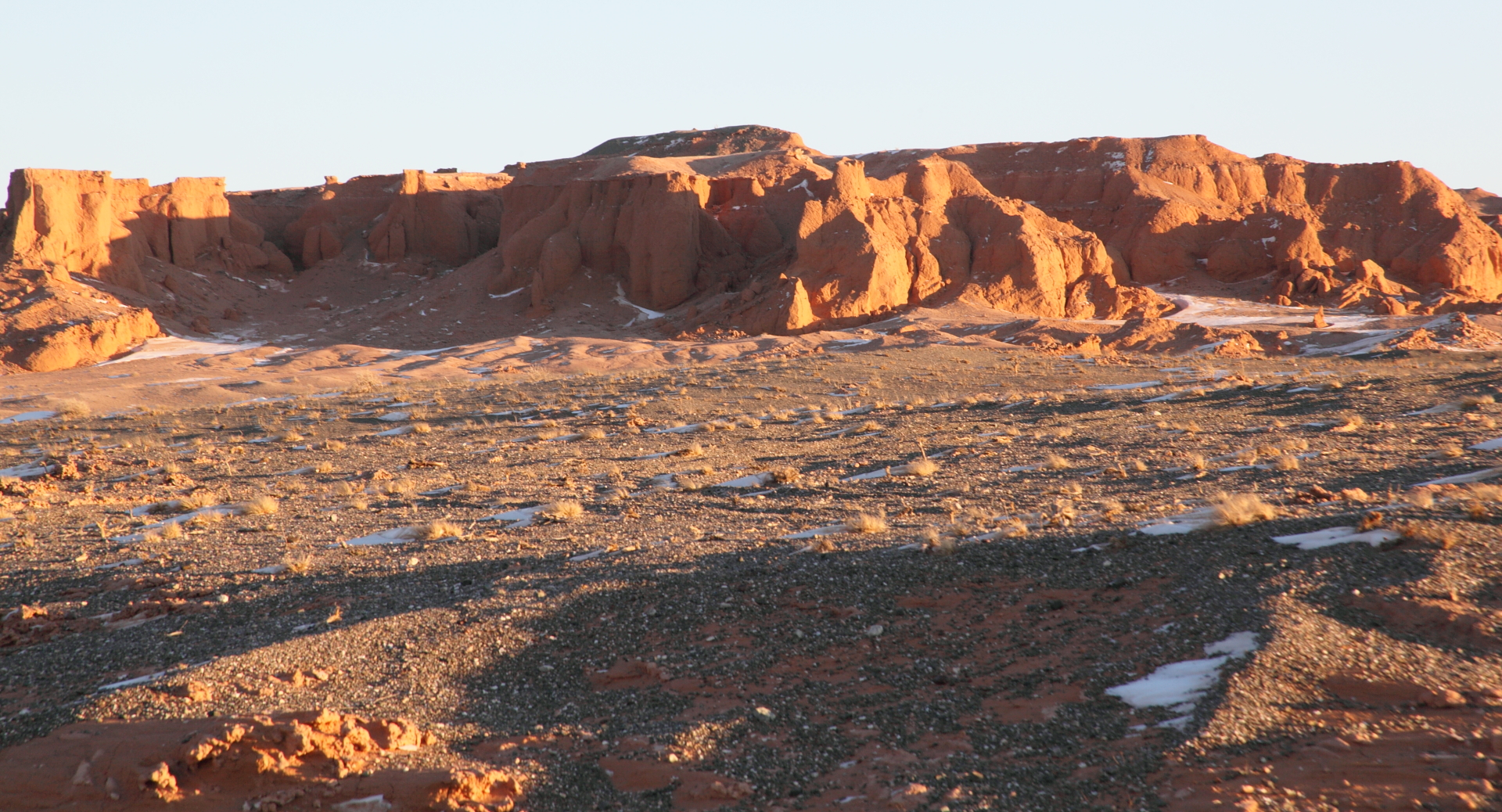
Útesy v zimě
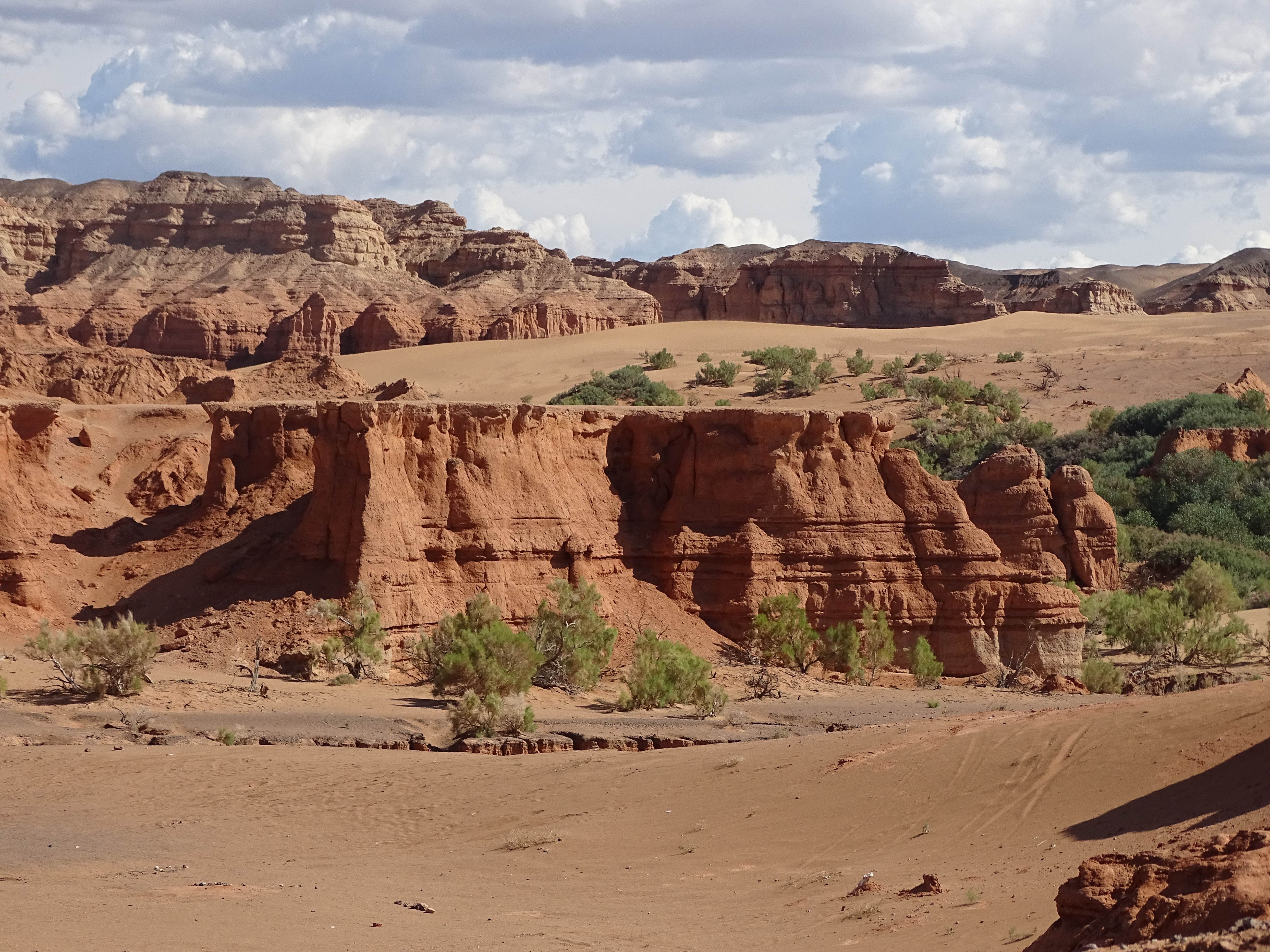
Krajina v poušti Gobi
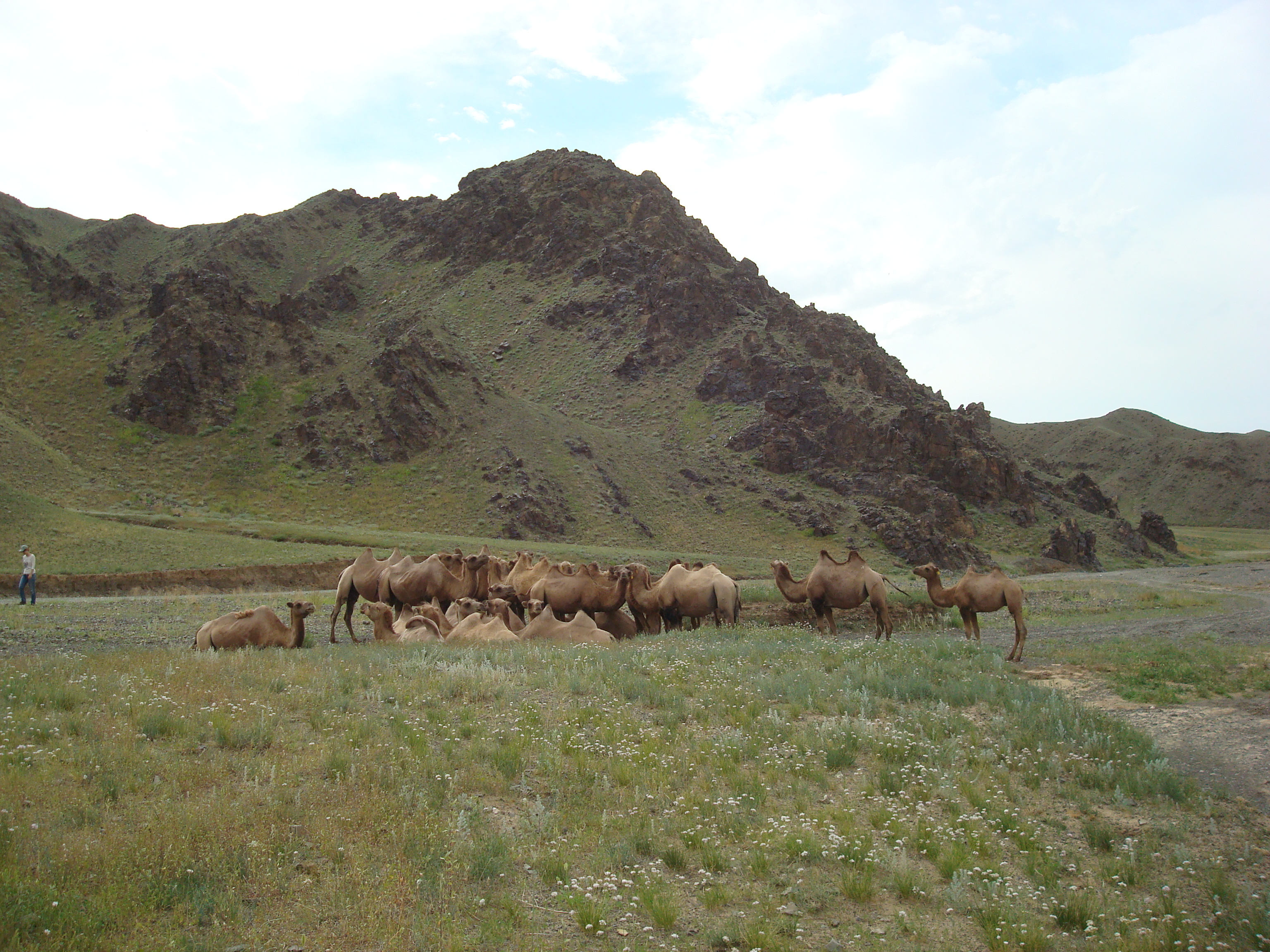
Velbloudi na pastvě
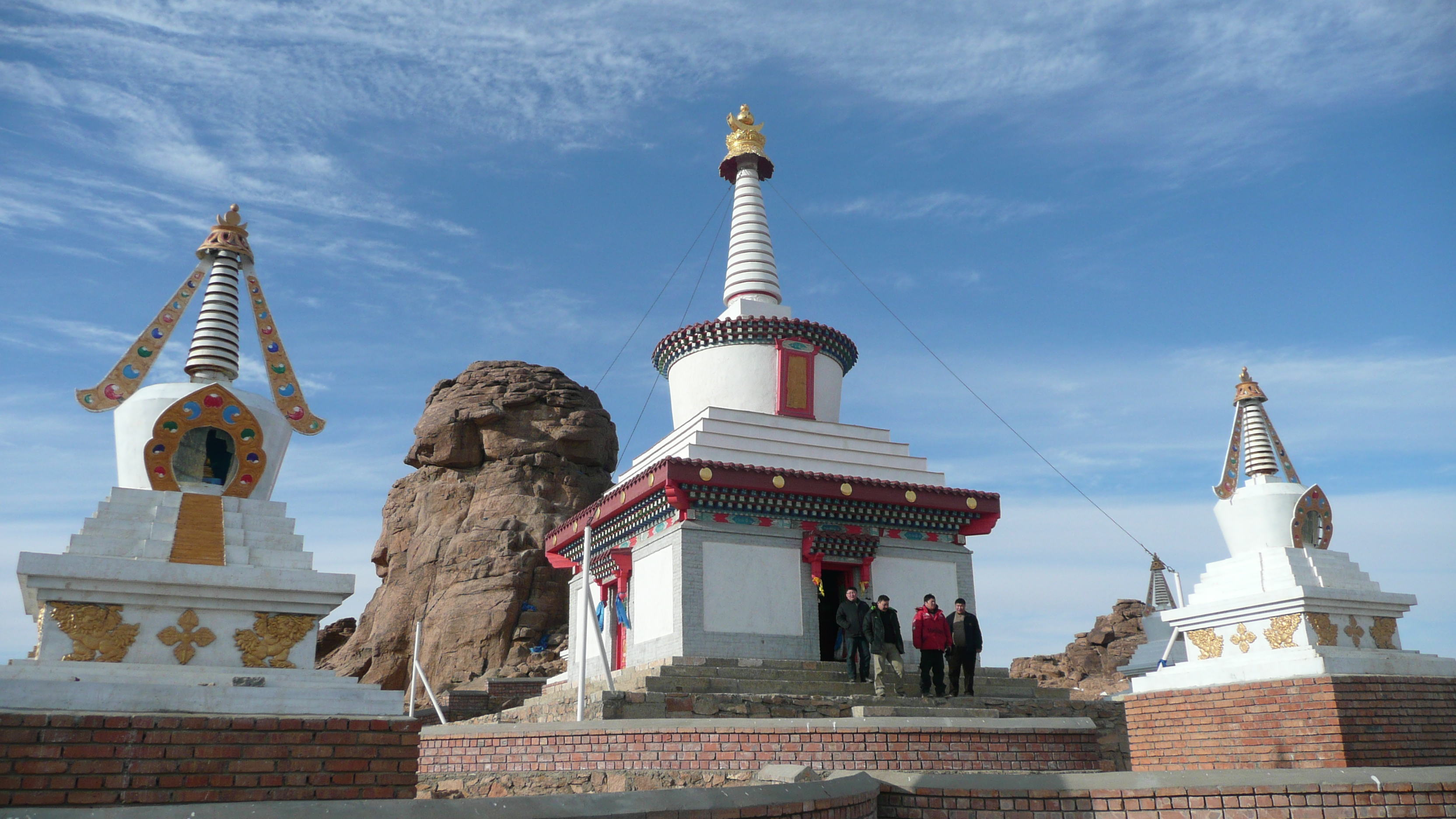
Klášter Demčigín Chíd
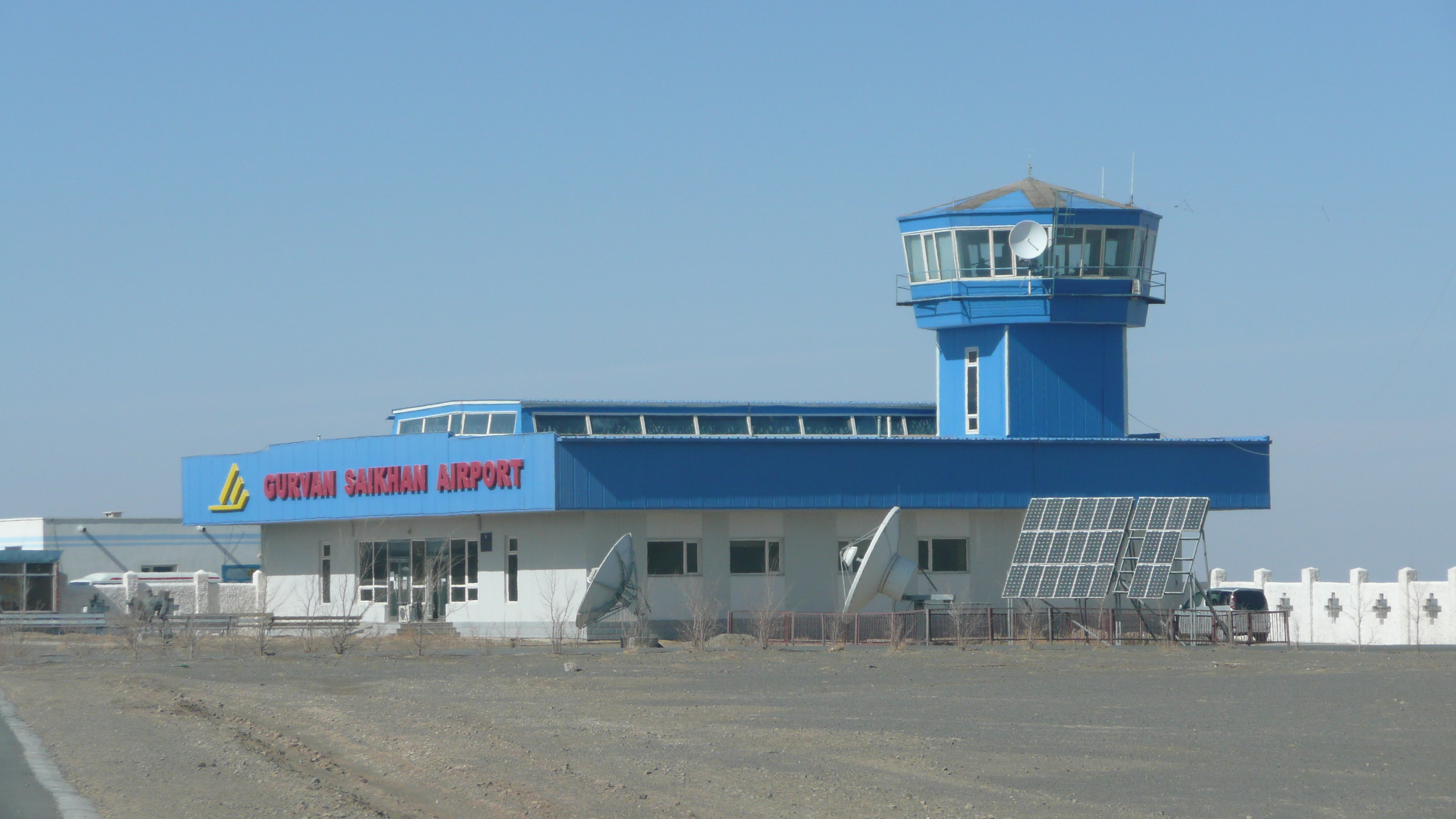
Letiště Dalanzadgad